# Eudem (anatomista)
Eudem (en llatí Eudemus, en grec antic Εὔδημος) va ser un metge i anatomista grec que va viure probablement al segle iii aC, ja que Galè diu que era contemporani d'Heròfil de Calcedònia i Erasístrat.
Va dedicar especial atenció a l'anatomia i fisiologia del sistema nerviós. Va establir que el metacarp i el metatars tenien cinc ossos, com de fet és, cosa amb la qual Galè no hi estava d'acord. L'acròmion el considerava erròniament un os separat.